# Élections législatives mauriciennes de 2024
Les élections législatives mauriciennes de 2024 ont lieu le 10 novembre 2024 afin de renouveler les députés de l'Assemblée nationale de Maurice au terme de son mandat.

## Contexte

### Élections de 2019

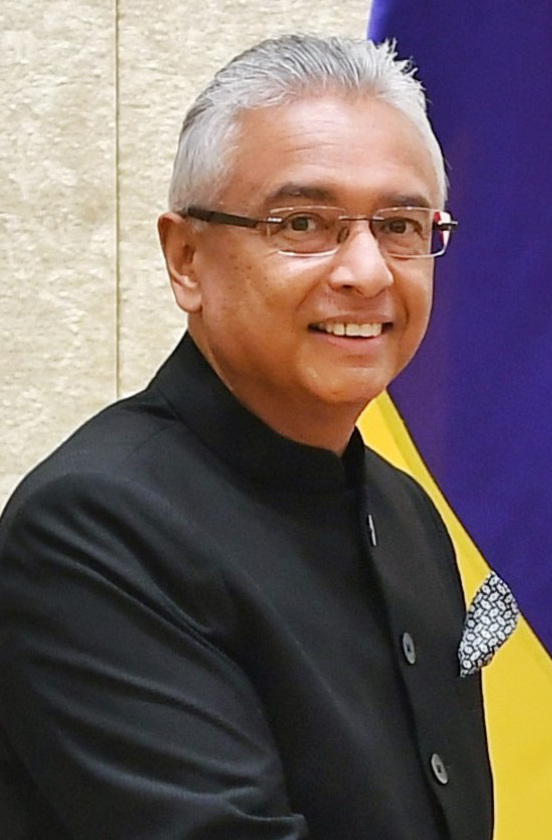
Pravind Kumar Jugnauth en 2019

Malgré un recul de plusieurs sièges lors des élections législatives mauriciennes de 2019, l'Alliance morisien du Premier ministre Pravind Jugnauth parvient à conserver la majorité absolue, obtenue lors des élections législatives mauriciennes de 2014, avec 38 sièges sur les 62 pourvus au scrutin direct. Cette victoire lui permet non seulement de se maintenir au gouvernement mais également d'acquérir la légitimité populaire qui lui faisait jusqu'à présent défaut, ayant succédé à son père Anerood Jugnauth en 2017.
Le Premier ministre sortant annonce ainsi avoir « reçu un mandat clair et net » devant une foule de ses partisans en liesse au lendemain du scrutin,.

### Actualité récente
En septembre 2024, le Premier ministre Pravind Jugnauth annonce avoir signé un accord avec le Royaume-Uni reconnaissant la souveraineté mauricienne sur l'archipel des Chagos.
Quelques semaines plus tard, un scandale d'écoutes touche le parti au pouvoir. Le gouvernement envisage un temps de bloquer internet jusqu'au lendemain du scrutin, mais y renonce le 2 novembre après un rejet de la mesure par l'opposition.

## Système électoral
Le parlement unicaméral de Maurice, l'Assemblée nationale est doté d'un maximum de 70 sièges renouvelés tous les cinq ans, dont 62 au suffrage universel direct. 62 sièges sont ainsi à pourvoir au scrutin majoritaire plurinominal dans 20 circonscriptions électorales de trois sièges, auquel s'ajoutent une circonscription binominale correspondant à l'île Rodrigues.
Les électeurs disposent d'autant de voix que de sièges à pourvoir dans leurs circonscription, et les répartissent à raison d'une seule voix par candidat, ceux arrivés en tête étant déclarés élus. Les électeurs votant le plus souvent pour les candidats proposés par un même parti, le résultat est à forte tendance majoritaire, s'apparentant à un vote au scrutin uninominal majoritaire à un tour.
À ce total s'ajoutent enfin jusqu'à huit députés nommés par la commission électorale. Celle-ci les choisit à partir des candidats dits « meilleurs perdants » ayant obtenu les meilleurs résultats parmi ceux n'ayant pas réussi à se faire élire, et ce dans l'objectif de corriger un éventuel manque de représentativité des différents groupes ethniques du pays.

## Campagne
La campagne a pour thématiques la question du pouvoir d'achat, défendu par la coalition d'opposition, ce qui pousse le gouvernement sortant à proposer d'offrir un quatorzième mois aux salariés. La campagne se caractérise par la violence verbale entre les deux principaux candidats.

## Résultats
Chaque électeur disposant de plusieurs voix, le total de ces dernières est largement supérieur au nombre de bulletins de vote valablement exprimés.
|                           |                                         |                                         |           |       |        |        |        |               |  |  |  |  |  |  |
| Parti                     | Parti                                   | Parti                                   | Voix      | %     | Sièges | Sièges | Sièges | Sièges        |  |  |  |  |  |  |
| Parti                     | Parti                                   | Parti                                   | Voix      | %     | Élus   | N      | Total  | +/-           |  |  |  |  |  |  |
|                           |                                         | Parti travailliste mauricien (PTr)      | 1 438 333 | 61,38 | 35     | 0      | 35     | 22            |  |  |  |  |  |  |
|                           | Mouvement militant mauricien (MMM)      | 19                                      | 1 438 333 | 61,38 | 0      | 19     | 10     |               |  |  |  |  |  |  |
|                           | Nouveaux démocrates                     | 3                                       | 1 438 333 | 61,38 | 0      | 3      | 3      |               |  |  |  |  |  |  |
|                           | Rezistans ek Alternativ                 | 3                                       | 1 438 333 | 61,38 | 0      | 3      | 3      |               |  |  |  |  |  |  |
| Alliance du changement    | Alliance du changement                  | 60                                      | 1 438 333 | 61,38 | 0      | 60     | 38     |               |  |  |  |  |  |  |
|                           |                                         | Mouvement socialiste militant (MSM)     | 639 372   | 27,29 | 0      | 1      | 1      | 36            |  |  |  |  |  |  |
|                           | Parti mauricien social démocrate (PMSD) | 0                                       | 639 372   | 27,29 | 1      | 1      | 3      |               |  |  |  |  |  |  |
|                           | Muvman Liberater (ML)                   | 0                                       | 639 372   | 27,29 | 0      | 0      | 2      |               |  |  |  |  |  |  |
| Alliance Lepep            | Alliance Lepep                          | 0                                       | 639 372   | 27,29 | 2      | 2      | 41     |               |  |  |  |  |  |  |
|                           | Linion Reform                           | Linion Reform                           | 116 904   | 4,99  | 0      | 0      | 0      | en stagnation |  |  |  |  |  |  |
|                           | Mouvman Bruneau Laurette                | Mouvman Bruneau Laurette                | 34 431    | 1,47  | 0      | 0      | 0      | en stagnation |  |  |  |  |  |  |
|                           | Organisation du peuple rodriguais (OPR) | Organisation du peuple rodriguais (OPR) | 22 416    | 0,96  | 2      | 0      | 2      | en stagnation |  |  |  |  |  |  |
|                           | Alliance libération                     | Alliance libération                     | 20 540    | 0,88  | 0      | 2      | 2      | 2             |  |  |  |  |  |  |
|                           | Autres partis                           | Autres partis                           | 22 818    | 0,96  | 0      | 0      | 0      | en stagnation |  |  |  |  |  |  |
|                           | Indépendants                            | Indépendants                            | 48 431    | 2,07  | 0      | 0      | 0      | en stagnation |  |  |  |  |  |  |
| Total des voix            | Total des voix                          | Total des voix                          | 2 343 245 | 100   |        |        |        |               |  |  |  |  |  |  |
|                           |                                         |                                         |           |       |        |        |        |               |  |  |  |  |  |  |
| Suffrages exprimés        | Suffrages exprimés                      | Suffrages exprimés                      | 787 971   | 99,10 |        |        |        |               |  |  |  |  |  |  |
| Votes blancs et invalides | Votes blancs et invalides               | Votes blancs et invalides               | 7 187     | 0,90  |        |        |        |               |  |  |  |  |  |  |
| Total                     | Total                                   | Total                                   | 795 158   | 100   | 62     | 4      | 66     | 4             |  |  |  |  |  |  |
| Abstentions               | Abstentions                             | Abstentions                             | 207 699   | 20,71 |        |        |        |               |  |  |  |  |  |  |
| Inscrits / participation  | Inscrits / participation                | Inscrits / participation                | 1 002 857 | 79,29 |        |        |        |               |  |  |  |  |  |  |

## Suites
Le scrutin est remporté par la coalition du Parti travailliste mauricien, qui remporte de manière écrasante le scrutin et provoque une alternance à la tête du pays. Le 11 novembre 2024, le Premier ministre sortant Pravind Jugnauth reconnaît sa défaite. La coalition de l'opposition, en remportant l'ensemble des sièges sur l'île Maurice, réalise ainsi un « 60-0 ». L'ampleur de cette victoire relance cependant le débat sur une réforme du système électoral, accusé de ne pas refléter la volonté de l'ensemble du peuple.
Le 12 novembre, l'ancien Premier ministre Navin Ramgoolam, et fils de Seewoosagur Ramgoolam, est nommé Premier ministre par le président Prithvirajsing Roopun. Il est assermenté le lendemain. Peu après sa prise de fonction, le nouveau Premier ministre se rend au tribunal pour son procès dans l'affaire dite des coffres-forts. De son côté, le Premier ministre sortant fait l'objet d'une interdiction de sortie du territoire dans le cadre de l'enquête sur le scandale des écoutes.